# Les Cygnes sauvages
Pour les articles homonymes, voir Les Cygnes sauvages (homonymie).
Les Cygnes sauvages : les mémoires d'une famille chinoise, de l'Empire céleste à Tiananmen (titre original Wild Swans: Three Daughters of China) est le récit d’une saga familiale au XXe siècle en Chine à travers la biographie de la grand-mère et de la mère de Jung Chang et de son autobiographie jusqu'en 1978, date à laquelle elle s'exile à Londres. Le livre, publié en 1991, a reçu deux prix ; NCR Book Award (en) en 1992 et British Book of the Year (en) en 1993. Traduit en 37 langues, il s'est vendu à plus de 13 millions d'exemplaires. 

## Présentation

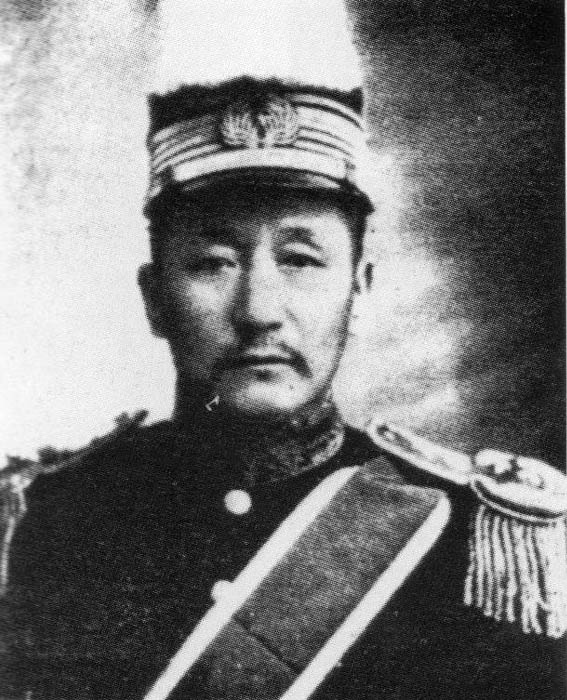
Xue Zhiheng, seigneur de guerre et grand-père de Jung Chang.

Les Cygnes sauvages retrace les transformations chinoises du XXe siècle à travers la vie de trois générations de femmes.  Un portrait de la Chine traditionnelle est entrevu à travers la vie de la grand-mère de l'auteur, née en 1909. Elle subit la tradition des pieds bandés, son expérience, à l'âge de 15 ans, comme concubine du général et seigneur de la guerre Xue Zhi-heng (no), et son mariage plus tard avec le Dr Xia représentent les points de vue sociaux et les rôles des femmes avant la révolution communiste. En revanche, la vie de la mère de l'auteur, née en 1931, révèle des avancées pour les femmes de sa génération: elle est une ardente partisane du nouveau régime, et épouse d'un fonctionnaire communiste. Une telle position privilégiée permet à l'auteur de grandir et de recevoir une éducation dans les années 1960 malgré des bouleversements sociaux importants. Pourtant sa vie change lors de la révolution culturelle quand ses parents sont reconnus coupables d'être des « ennemis du peuple », et Jung Chang est envoyée à la campagne pour être rééduquée comme beaucoup d'autres jeunes urbains de sa génération,. 
En 2006, l'ouvrage était toujours interdit en Chine.

## Adaptation
En 2012, l'ouvrage fait l'objet d'une adaptation théâtrale pour la salle londonienne du Young Vic. 
En 2006, les droits du film ont été acquis par le producteur Eric Abraham,  Christopher Hampton  sera la plume de l'adaptation.

## Accueil critique
Pour Susan Brownmiller du New York Times, cet ouvrage donne une rare occasion de suivre l'évolution de femmes remarquables qui reflète non seulement leur temps, mais dont les évènements ont changé leur destin individuel. Toutefois l'approche de l'auteur des événements historiques est marquée par des défaillances chronologiques qui rendent la lecture difficile au lecteur avec une connaissance limitée des campagnes idéologiques complexes à l'intérieur du Parti communiste chinois.

## Éditions
- Les cygnes sauvages: Les Mémoires d'une famille chinoise de l'Empire céleste à Tian'an-men, traduit par Sabine Boulongne, Édition Plon, 514 pages, 2006.
- Wild Swans: Three Daughters of China. Simon and Schuster, (Londres, 1991); Anchor paperback, (Londres, 1992),  (ISBN 0-385-42547-3); Harper Perennial, (Londres, 2004)  (ISBN 0-00-717615-5)